# Cueva de Shanidar
Cueva de Shanidar (en kurdo: Şaneder; en árabe: كهف شاندر) es un sitio arqueológico que incluye una cueva en la montaña Bradsot, de los montes Zagros en la gobernación de Erbil, región del Kurdistán Iraquí, en Irak. El sitio está ubicado en el valle del Gran Zab. Fue excavado entre 1957 y 1961 por Ralph Solecki y su equipo de la Universidad de Columbia, obteniendo el primer esqueleto de un Neandertal adulto en Irak, que data de entre 60 000 y 80 000 años. En el área excavada aparecieron nueve esqueletos íntegros de neandertales de diferentes edades y estados de conservación (etiquetados como Shanidar 1 - 9). Un décimo individuo  fue descubierto recientemente por M. Zeder durante el examen de un conjunto de la fauna del lugar en el Instituto Smithsoniano.
Estos esqueletos encontrados en estas cuevas sirvieron de inspiración a Jean M. Auel para escribir su saga de libros Los hijos de la tierra en 1980.